# Nate Green
Nathan Anthony Green, detto Nate (Des Moines, 2 dicembre 1977), è un ex cestista e arbitro di pallacanestro statunitense, professionista in Italia.

## Carriera
Cresciuto cestisticamente all'Indiana State University, gioca i primi anni di carriera nelle leghe minori statunitensi. In seguito passa in Australia ed in Israele. Nel 2003 approda all'Air Avellino, dove fa notare le sue doti di guardia e la sua buona volontà. Nella stagione 2005-06 arriva la sua consacrazione: viene finalmente ingaggiato dalla Fortitudo Basket, così può debuttare anche in Eurolega. L'anno successivo veste la maglia dell'Olimpia Milano con cui raggiunge le semifinali scudetto. Chiude la sua avventura milanese con 10,2 punti e 2 palle recuperate a partita, 1,8 assist, il 62% ai tiri liberi, il 51% da due e il 34% da tre punti. Nel giugno 2007 firma un contratto annuale con opzione sul secondo con la Snaidero Udine.
Il 13 giugno 2008 firma un contratto con la Reyer Venezia Mestre, squadra che milita in Legadue. A febbraio si infortuna al polpaccio e resta fuori fino al termine della stagione. Nel luglio 2009 ha una breve parentesi in Porto Rico.
Attualmente è un arbitro di basket in NBA.

## Palmarès
- Supercoppa italiana: 1

Fortitudo Bologna: 2005